# 维托达肖
维托达肖（義大利語：Vito d'Asio），是意大利波代诺内省的一个市镇。总面积53平方公里，人口855人，人口密度16.1人/平方公里（2009年）。ISTAT代码为093049。